# Cheyenne River
Cheyenne River, indijanski rezervat za Teton Indijance utemeljen 1889. u Južnoj Dakoti na području današnjih okruga Dewey i Ziebach, i manjim dijalom u okruzima Haakon, Meade, Stanley. Rezervat se prostire na 2,850,000 akera (preko 11,000 km²) i sastoji se od 9 distrikata: Eagle Butte, White Horse, Green Grass, Swift Bird, La Plant, Iron Lightning, Red Scafford, Cherry Creek i Bridger. Na rezervatu žive pripadnici plemena Minneconjou, Blackfoot, Two Kettle ili Oohenonpa i Sans Arc svi iz skupine Tetona. Na rezervatu ima nekoliko naselja a plemensko središte je u gradiću Eagle Butte.